# Thaumastoderma swedmarki
Thaumastoderma swedmarki is een buikharige uit de familie Thaumastodermatidae. Het dier komt uit het geslacht Thaumastoderma. Thaumastoderma swedmarki werd in 1950 voor het eerst wetenschappelijk beschreven door Lévi. 